# まんが偉人物語
『まんが偉人物語』（まんがいじんものがたり）は、1977年11月18日から1978年9月29日までTBS系列局で放送されていたテレビアニメである。毎日放送、グループ・タック、ヘラルド・エンタープライズの共同製作。全92話（2話×46回）。放送時間は毎週金曜 19:00 - 19:30 （日本標準時）。
毎回歴史上の偉人の半生を、1話15分×2本立て構成で紹介していた。

## スタッフ
- チーフディレクター - 樋口雅一
- 音楽 - 東海林修
- アートディレクター - 阿部幸次
- オーディオディレクター - 田代敦巳
- プロデューサー - 中田実紀雄
- アシスタントプロデューサー - 藤田健
- 製作 - 毎日放送、グループ・タック、ヘラルド・エンタープライズ

## 声の出演
- ナレーター - 内田良平
- 安原義人
- 松金よね子

## 主題歌

### 前期（第1話 - 第13話）
トリオレコード（アートユニオンの前身）から発売。
オープニングテーマ「つづけ青春たちよ」
作詞 - 麻生香太郎 / 作曲・編曲 - 東海林修 / 歌 - かまやつひろし
エンディングテーマ「ありの大統領」
作詞 - 麻生香太郎 / 作曲・編曲 - 東海林修 / 歌 - かまやつひろし

### 後期（第14話 - 第46話）
日本コロムビアから発売。
オープニングテーマ「これでいいのか」
作詞 - 千家和也 / 作曲 - 萩田光雄 / 編曲 - 青木望 / 歌 - こおろぎ'73、コロムビアゆりかご会
エンディングテーマ「誰かが前を」
作詞 - 千家和也 / 作曲 - 萩田光雄 / 編曲 - 青木望 / 歌 - こおろぎ'73、コロムビアゆりかご会

## 各話リスト
サブタイトル参考：『福島民報』1977年11月18日 - 1978年9月29日付朝刊、テレビ欄。
| 話数 | 放送日          | 登場偉人                 | サブタイトル             |
| ---- | --------------- | ------------------------ | ------------------------ |
| 1    | 1977年 11月18日 | ライト兄弟               | 飛べ! フライヤー号       |
| 1    | 1977年 11月18日 | ベーブ・ルース           | 約束のホームラン         |
| 2    | 11月25日        | ベートーベン             | 音のない音楽会           |
| 2    | 11月25日        | ニュートン               | リンゴから月へ           |
| 3    | 12月2日         | アムンゼンとスコット     | 南極探検大レース         |
| 3    | 12月2日         | ナイチンゲール           | 愛のランプ               |
| 4    | 12月9日         | エジソン                 | ママの学校               |
| 4    | 12月9日         | 良寛                     | 手まりとお坊さま         |
| 5    | 12月16日        | ノーベル                 | こぼれたニトロ           |
| 5    | 12月16日        | フランクリン             | 新大陸のガキ大将         |
| 6    | 12月23日        | マルコ・ポーロ           | あこがれの東洋を見た     |
| 6    | 12月23日        | 葛飾北斎                 | 浮世絵バンザイ!          |
| 7    | 12月30日        | シュリーマン             | 幻のトロイはどこだ       |
| 7    | 12月30日        | ゴーガン                 | 脱サラ画家タヒチへ       |
| 8    | 1978年 1月6日   | 牧野富太郎               | 花と恋して90年           |
| 8    | 1978年 1月6日   | コロンブス               | サンタマリア号西へ!      |
| 9    | 1月13日         | レオナルド・ダ・ヴィンチ | 左利きのスケッチ魔       |
| 9    | 1月13日         | パスツール               | 白鳥のフラスコ           |
| 10   | 1月20日         | モース                   | ツートントンおじさん     |
| 10   | 1月20日         | 松尾芭蕉                 | 夢は枯野をかけめぐる     |
| 11   | 1月27日         | グーテンベルク           | 割れた文字のかけら       |
| 11   | 1月27日         | ゴッホ                   | 炎のカンバス             |
| 12   | 2月3日          | ジェンナー               | 牛と少年と医者           |
| 12   | 2月3日          | アレキサンダー大王       | 砂漠の大魔王             |
| 13   | 2月10日         | ベル                     | もしもし聞こえますか     |
| 13   | 2月10日         | リビングストン           | バオバフの木のように     |
| 14   | 2月17日         | コッホ                   | 見えない悪魔と戦う       |
| 14   | 2月17日         | ロダン                   | 考える人                 |
| 15   | 2月24日         | ワット                   | 模型から本物へ           |
| 15   | 2月24日         | 運慶                     | 美と力の仏師             |
| 16   | 3月3日          | ジンギスカン             | モンゴルのつむじ風       |
| 16   | 3月3日          | キュリー夫人             | 科学者・妻・母           |
| 17   | 3月10日         | ガリレオ・ガリレイ       | それでも地球は回る       |
| 17   | 3月10日         | ダーウィン               | ぼくはビーグル号に乗る!  |
| 18   | 3月17日         | ファーブル               | ビンボー虫は虫の虫       |
| 18   | 3月17日         | 小泉八雲                 | ワタシ日本人にナリマス   |
| 19   | 3月24日         | 一休                     | 世直し和尚               |
| 19   | 3月24日         | マゼラン                 | 太平洋の名づけ親         |
| 20   | 3月31日         | フォスター               | 夢みる人                 |
| 20   | 3月31日         | メンデル                 | エンドウ豆にうずくまって |
| 21   | 4月7日          | 三蔵法師                 | ほんとの西遊記           |
| 21   | 4月7日          | キャプテン・クック       | かけめぐれ太平洋!        |
| 22   | 4月14日         | 坂本竜馬                 | 海は世界につながる       |
| 22   | 4月14日         | レントゲン               | ガイコツが見える!!       |
| 23   | 4月21日         | 二宮金次郎               | 土手を守れ松の苗         |
| 23   | 4月21日         | 小林一茶                 | まけるなやせがえる       |
| 24   | 4月28日         | 福沢諭吉                 | 人の上に人をつくらず     |
| 24   | 4月28日         | ミレー                   | 田舎ねずみパリに行く     |
| 25   | 5月5日          | 野口英世                 | 解かれた包帯             |
| 25   | 5月5日          | コペルニクス             | 星ばっかり見ていたら     |
| 26   | 5月12日         | グリム兄弟               | ふたりで夢を             |
| 26   | 5月12日         | スチーブンソン           | 走れ! SLロケット号       |
| 27   | 5月19日         | 北里柴三郎               | 破傷風菌をつかまえた!    |
| 27   | 5月19日         | アンデルセン             | メルヘンの贈りもの       |
| 28   | 5月26日         | リンカーン               | 人民大統領               |
| 28   | 5月26日         | 鑑真                     | 約束の日本へ             |
| 29   | 6月2日          | 良沢と玄白               | オランダ医学入門         |
| 29   | 6月2日          | ナンセン                 | 北極圏漂流               |
| 30   | 6月9日          | フルトン                 | ハドソン川の名物男       |
| 30   | 6月9日          | アルキメデス             | お風呂と王冠             |
| 31   | 6月16日         | ピカール                 | 成層圏から深海へ         |
| 31   | 6月16日         | 安藤広重                 | 東海道火消し旅           |
| 32   | 6月23日         | 雪舟                     | 墨で書かれた山と水       |
| 32   | 6月23日         | セルバンテス             | 夢をつかめドン・キホーテ |
| 33   | 6月30日         | シートン                 | 生きものみな兄弟         |
| 33   | 6月30日         | 李白と杜甫               | 唐の二大詩人             |
| 34   | 7月7日          | 夏目漱石                 | わが輩は犬である         |
| 34   | 7月7日          | 山上憶良                 | 防人の歌悲し             |
| 35   | 7月14日         | ワシントン               | 斧は開拓者の魂           |
| 35   | 7月14日         | 樋口一葉                 | わたしのたけくらべ       |
| 36   | 7月21日         | マーク・トウェイン       | ミシシッピーの暴れん坊   |
| 36   | 7月21日         | 西行                     | 貴族も武士も大きらい!    |
| 37   | 7月28日         | ジョン万次郎             | 維新の浦島太郎           |
| 37   | 7月28日         | シューベルト             | 菩提樹の下で             |
| 38   | 8月4日          | リンドバーグ             | 大空をどこまでも!        |
| 38   | 8月4日          | 嘉納治五郎               | 背負い投げ一本!          |
| 39   | 8月11日         | モーツァルト             | 音階の魔術師             |
| 39   | 8月11日         | 勝と西郷                 | 江戸を守った二人の大将   |
| 40   | 8月18日         | ヘディン                 | 長靴の水                 |
| 40   | 8月18日         | ペスタロッチ             | ムチから愛へ             |
| 41   | 8月25日         | ミケランジェロ           | 芸術は水でなくっちゃ     |
| 41   | 8月25日         | ツイオルコフスキー       | 宇宙ロケットの父         |
| 42   | 9月1日          | ヘレン・ケラー           | 三重苦をこえて           |
| 42   | 9月1日          | 伊能忠敬                 | 初めてつくった日本地図   |
| 43   | 9月8日          | デュナン                 | 赤十字の旗のもとに       |
| 43   | 9月8日          | 井上でん                 | 久留米かすり物語         |
| 44   | 9月15日         | 平賀源内                 | 大江戸発明王             |
| 44   | 9月15日         | 聖徳太子                 | 新しい国をめざして       |
| 45   | 9月22日         | ソクラテス               | アテネのおかしな夫婦     |
| 45   | 9月22日         | 青木昆陽                 | さつまいも先生           |
| 46   | 9月29日         | 近松門左衛門             | 義理と人情のしがらみに…  |
| 46   | 9月29日         | 紫式部                   | 源氏物語誕生             |

## 放送局
系列は放送当時のもの、放送時間は1978年9月終了時点のものとする。
| 放送対象地域   | 放送局       | 放送時間           | 系列                                  | 備考                                             |
| -------------- | ------------ | ------------------ | ------------------------------------- | ------------------------------------------------ |
| 近畿広域圏     | 毎日放送     | 金曜 19:00 - 19:30 | TBS系列                               | 製作局                                           |
| 北海道         | 北海道放送   | 金曜 19:00 - 19:30 | TBS系列                               |                                                  |
| 青森県         | 青森テレビ   | 金曜 19:00 - 19:30 | TBS系列                               |                                                  |
| 岩手県         | 岩手放送     | 水曜 17:30 - 18:00 | TBS系列                               | 現：IBC岩手放送                                  |
| 宮城県         | 東北放送     | 金曜 19:00 - 19:30 | TBS系列                               |                                                  |
| 秋田県         | 秋田放送     | 水曜 17:30 - 18:00 | 日本テレビ系列                        |                                                  |
| 山形県         | 山形放送     | 水曜 17:00 - 17:30 | 日本テレビ系列                        |                                                  |
| 福島県         | 福島テレビ   | 金曜 19:00 - 19:30 | TBS系列 フジテレビ系列                |                                                  |
| 関東広域圏     | 東京放送     | 金曜 19:00 - 19:30 | TBS系列                               | 現：TBSテレビ                                    |
| 新潟県         | 新潟放送     | 金曜 19:00 - 19:30 | TBS系列                               |                                                  |
| 長野県         | 信越放送     | 火曜 17:00 - 18:00 | TBS系列                               |                                                  |
| 山梨県         | テレビ山梨   | 金曜 19:00 - 19:30 | TBS系列                               |                                                  |
| 静岡県         | 静岡放送     | 金曜 19:00 - 19:30 | TBS系列                               |                                                  |
| 石川県         | 北陸放送     | 金曜 19:00 - 19:30 | TBS系列                               |                                                  |
| 福井県         | 福井テレビ   | 水曜 18:00 - 18:30 | フジテレビ系列                        |                                                  |
| 中京広域圏     | 中部日本放送 | 金曜 19:00 - 19:30 | TBS系列                               | 現：CBCテレビ                                    |
| 島根県・鳥取県 | 山陰放送     | 金曜 19:00 - 19:30 | TBS系列                               |                                                  |
| 岡山県         | 山陽放送     | 金曜 19:00 - 19:30 | TBS系列                               | 現：RSK山陽放送 当時の放送対象地域は岡山県のみ。 |
| 広島県         | 中国放送     | 金曜 19:00 - 19:30 | TBS系列                               |                                                  |
| 山口県         | テレビ山口   | 金曜 19:00 - 19:30 | TBS系列 フジテレビ系列 テレビ朝日系列 |                                                  |
| 愛媛県         | 南海放送     | 水曜 16:55 - 17:25 | 日本テレビ系列                        |                                                  |
| 高知県         | テレビ高知   | 金曜 19:00 - 19:30 | TBS系列                               |                                                  |
| 福岡県         | RKB毎日放送  | 金曜 19:00 - 19:30 | TBS系列                               |                                                  |
| 長崎県         | 長崎放送     | 火曜 16:50 - 17:20 | TBS系列                               |                                                  |
| 大分県         | 大分放送     | 金曜 19:00 - 19:30 | TBS系列                               |                                                  |
| 宮崎県         | 宮崎放送     | 土曜 17:30 - 18:00 | TBS系列                               |                                                  |
| 沖縄県         | 琉球放送     | 金曜 19:00 - 19:30 | TBS系列                               |                                                  |